# Эмоциональный интеллект. Почему он может значить больше, чем IQ
«Эмоциональный интеллект. Почему он может значить больше, чем IQ» (англ. Emotional Intelligence: Why It Can Matter More Than IQ) — книга, опубликованная в США в 1995 году клиническим психологом и журналистом Дэниелом Гоулманом. В книге Гоулман знакомит широкую аудиторию с концепцией эмоционального интеллекта. Психологи Джон Д. Майер и Питер Саловей разработали этот теоретический конструкт в 1990-х годах.
Эта книга в течение 18 месяцев находилась в списке бестселлеров «New York Times» и была переведена на 40 языков.

## Содержание

### Эмоциональный мозг
Человеческое поведение определяется как разумом, так и эмоциями. Чувства — продукт эволюции; эмоциональный репертуар, к которому люди все еще прибегают при преодолении проблем сегодня, адаптирован к требованиям плейстоцена. Чувства являются типичным побуждением к действию: гнев ведет к атаке, страх ведет к бегству, счастье побуждает к действию, удивление ведет к исследованию и т. д.
С точки зрения истории развития, чувства, которые действуют с молниеносной скоростью, были разумной поведенческой мерой для людей (страх / бегство). Как описал Джозеф Леду, чувства в лимбической системе особенно представлены в миндалевидном теле, которое действует как эмоциональный страж и в определенных тревожных ситуациях захватывает контроль над мозгом до того, как разум сможет вмешаться. Однако, как выразился Гоулман, миндалевидное тело работает «небрежно» и часто "захватывает" мозг, даже когда реальная ситуация лишь отдаленно напоминает тревожно вспоминаемый сценарий, что может привести к тому, что эмоционально мотивированное поведение не соответствует ситуации.
Миндалевидное тело берет на себя управление только в чрезвычайных эмоциональных ситуациях. Префронтальная кора играет ключевую роль в тонкой регуляции чувств и, поскольку чувство предшествует мышлению, также является предпосылкой для повышенной сложности чувства.

### Природа эмоционального интеллекта
Интеллект в традиционном смысле слова не является надёжным прогностическим фактором успеха (продвижения, престиж, счастье) в профессиональной и личной жизни - в лучшем случае он предопределяет успех в школе или в качестве профессора университета. В 1983 году Говард Гарднер предложил расширить традиционную концепцию интеллекта и принять во внимание не только лингвистические и математические навыки, но и целый ряд других «интеллектов» (теория множественного интеллекта). Созданные Гарднером конструкции «межличностного» и «интрапсихического» интеллекта часто называют «характером», используя неэмпирический-научный термин. На этой основе Джон Д. Майер и Питер Саловей сформулировали в 1990 году базовое определение эмоционального интеллекта. Сюда входят пять индивидуальных компетенций:
-	эмоциональное самосознание
-	эмоциональная саморегуляция
-	Возможность самомотивировать и отложенное вознаграждение
-	Сочувствие
-	социальная компетентность

#### Эмоциональное самосознание
Люди подвержены личным перцепционным и поведенческим привычкам и воспринимают чувства с разной степенью внимания, причем женщины склонны уделять своим чувствам больше внимания, чем мужчины. Способность сознательно воспринимать и навешивать ярлыки на чувства (Алекситимия) встречаются редко. Согласно Джону Д. Майеру, эмоциональное самовосприятие включает не только восприятие чувства, но и сознательное восприятие возможных мыслей и суждений о чувстве.

#### Эмоциональная саморегуляция
Джон Боулби и Дональд Винникотт считают, что способность избавляться от неприятных эмоций — один из самых основных навыков в жизни. Хотя человек не может контролировать, какие чувства его настигнут, он может влиять на их продолжительность и силу. Эффективное профилактическое средство против нарастания гнева — раннее переосмысление запускающего стимула. Беспокойство может стать хроническим, с ним можно бороться так же, как и с грустью и меланхолией (Лизабет Ремер и Томас Борковец).

#### Само мотивация и отсроченное вознаграждение
Эмоциональный интеллект — это обучаемый мета-навык, который определяет, насколько эффективно могут быть использованы другие навыки (например, чистый интеллект). Гнев, страх, беспокойство и печаль, когда они усиливаются, влияют на интеллектуальную деятельность. Чувства принципиально не вредят успехам человека. Напротив: энтузиазм, рвение и настойчивость приводят к успеху; даже здоровый уровень беспокойства может усилить самомотивацию. Способность контролировать импульсы, ждать отсроченной награды, надежда и оптимизм как формы уверенности в себе Альберт Бандура называет само эффективностью. Всем этим навыкам можно научиться.

#### Сочувствие
Сочувствие (эмпатия) - это способность чувствовать чувства других людей; по большей части они передаются невербально. Сочувствие основано на самосознании; чем более открыты люди к своим чувствам, тем больше у них шансов правильно «прочитать» чувства других. Сильным определяющим фактором того, насколько человек сочувствует, является уровень раппорта (настройки, специфического контакта), который он испытал в раннем детстве. Сочувствие не связано напрямую с интеллектом человека, но может иметь косвенное влияние на успехи в учебе, потому что эмпатические студенты, например, особенно популярны у учителей. Американский психолог Мартин Хоффман утверждал, что эмпатия является отправной точкой альтруизма и морали.

#### Социальная компетенция
Насколько удачлив и успешен человек в межличностных отношениях, насколько эффективно он взаимодействует с другими, во многом зависит от того, насколько хорошо он справляется с эмоциями. Основа социальной компетентности — это способность справляться с чувствами других людей. Предпосылками для этой способности являются самоконтроль, сочувствие и способность выражать правильные чувства правильным образом в подходящей ситуации. Чувства играют центральную роль в социальном взаимодействии, так как они очень заразительны. Говард Гарднер и Томас Хэтч определили «межличностный интеллект», как сумму определенных индивидуальных способностей.
Люди, которые не умеют правильно читать невербальные сигналы и выражать их, имеют проблемы в общении с другими людьми. Например, чужаки и посторонние люди, которым трудно найти признание в существующей социальной группе, часто склонны требовать много внимания. Гоулман называет «социальных хамелеонов» еще одной проблемной группой, они знают, как умело управлять чувствами других людей (актеров, юристов, продавцов, дипломатов, политиков).

### Эмоциональный интеллект на практике

#### Партнёрство и брак
В современном обществе, в условиях отсутствия внешнего давления, эмоциональный интеллект партнера становится главным определяющим фактором успеха и стабильности сосуществования. Партнерские отношения терпят неудачу, когда не хватает эмоционального самосознания, самоконтроля, сочувствия и способности успокаивать себя и других.
Мальчики и девочки переживают разную эмоциональную социализацию, позже они переносят этот опыт на семейные отношения: женщина требует от мужчины большего общения и привязанности, а мужчина отказывается выполнять эти требования. Такие отношения обычно заканчиваются разводом.
В подобных отношениях партнеры упорно настроены на обнаружение плохих качеств партнера. Даже если один из них ведёт себя дружелюбно и сотрудничает, исправляется, другой не осознаёт своих ошибок и продолжает углублять конфликт.
Прежде всего, люди хотят, чтобы их слышали и понимали, даже если вы не разделяете их точку зрения. Гоулман считает гнев способом довести до партнёра важность проблемы или вопроса.

#### Профессиональная жизнь
В профессиональном мире недостаточный эмоциональный интеллект имеет такие последствия, как снижение производительности, несоблюдение сроков, ошибки, неудачи и миграция недовольных. С 1980-х годов во многих компаниях стали считать, что навыки межличностного общения более полезны для корпоративного успеха, чем невнимательное руководство.
По мнению Гоулмана, три области ответственности создают особые проблемы для управления человеческими ресурсами в современных компаниях: социальная гармония как предпосылка для эффективной командной работы, терпимость сотрудников к меньшинствам (клиентам, коллегам, деловым партнерам) и, что наиболее важно, противодействие критике.
Поскольку успех компании во многом зависит от результатов работы её сотрудников, от взаимоотношений руководства и сотрудников — это вопрос выживания компании. Часто критика приходит слишком поздно, а именно тогда, когда ущерб уже невозможно исправить, и начальство «кипит» от разочарования. И наоборот, многие сотрудники не могут принять критику, вместо этого чувствуют себя несправедливо обиженными, занимают оборонительную позицию и уклоняются от ответственности.

#### Чувства и здоровье
Гоулман также рассматривает последствия для здоровья эмоций, обращая внимание на два вопроса:
- Люди более или менее хорошо справляются со своими эмоциями. Каковы последствия этого для их здоровья?
- В какой степени эта взаимозависимость актуальна для медицинских работников (врачей и т. д.)?
Существует мнение, основанное на положениях позитивной психологии, согласно которому «позитивный настрой» якобы может вылечить все болезни. Гоулман считает такие обобщения вредными, потому что они вызывают у больного чувство ответственности за свою болезнь. 
Однако многочисленные медицинские исследования показали, что между чувствами и здоровьем существует сложная, но прочная связь. Особая заслуга принадлежит психонейроиммунологии, которая предоставила много сведений о взаимодействии между эмоциями и иммунной системой. Хотя еще не полностью выяснено, как стресс и другие негативные чувства влияют на иммунную систему, сегодня нет сомнений в этой связи. Неразрешенный стресс и депрессия косвенно увеличивают восприимчивость к различным инфекционным заболеваниям и могут даже снизить сопротивляемость организма. Плохое лечение, хронический гнев, стресс, депрессия и привычный пессимизм являются предпосылками болезней сердца. Гармоничные межличностные отношения описываются как факторы, предотвращающие болезнь или способствующие исцелению. 
Гоулман требует от медицинских работников больше сочувствия к пациентам.

### Окно возможностей

#### Домашнее воспитание
Формированием эмоционального интеллекта эмоционально интеллигентные родители начинают заниматься с раннего детства своего ребенка.
Родители, которые разбираются в своих чувствах, могут научить своего ребенка разбираться в своих чувствах и чувствах других людей. Они с уважением относятся к чувствам ребенка, также учат ребенка, если его поведение неуместно, использовать альтернативные, более эффективные формы выражения эмоций. Дети, воспитанные в подобных семьях, умеют успокаиваться, уравновешены и в целом нравятся другим людям. Кроме того, у них есть все предпосылки, чтобы хорошо учиться.
Одно из самых разрушительных переживаний, которые может испытать ребенок — это эмоциональное пренебрежение, которое бросает вызов базовому доверию и может создать пессимистическое отношение на всю жизнь. Как показала психолог Марта Эриксон (Университет Миннесоты), эмоциональное пренебрежение приводит к ещё более серьезным долгосрочным последствиям для ребенка, чем жестокое обращение. Оно также мешает воспитанию сочувствия и, таким образом, резко снижает школьные и личные перспективы ребенка.

#### Помощь при травме
Концепция эмоционального интеллекта, также полезна для понимания и лечения психологических травм. Травмы можно описать, как на нейрофизиологическом, так и на эмоциональном уровне.
Гоулман вносит существенный вклад в оценку травмирующего потенциала стихийных бедствий и актов насилия. Последние более разрушительны, чем стихийные бедствия, потому что жертвы насилия чувствуют, что они были намеренно выбраны в качестве цели злого умысла. Это разрушает предположения о надежности людей и безопасности межличностного мира, одним махом социальный мир становится опасным местом, где люди становятся потенциальной угрозой для собственной безопасности..
В отличие от обычного страха, который исчезает со временем, для того, чтобы справиться с травмой, обычно необходим обширный, терапевтически сопровождаемый процесс обучения, цель которого в первую очередь состоит в том, чтобы на тривиальные раздражители больше не было ответа в виде панических атак.

#### Пластичность личного темперамента
Согласно современным исследованиям, темперамент человека поддается проверке при рождении. Даже новорожденные проявляют индивидуальные склонности к бодрости или меланхолии, к смелости или застенчивости.  Есть, например, склонные к страху младенцы, миндалевидное тело которых уже было перевозбуждённым во время рождения, так что минимальных раздражителей достаточно, чтобы вызвать чувство неудовольствия или страха. В дальнейшем из таких детей часто вырастают боязливые и застенчивые взрослые. Психолог Джером Каган своими исследованиями доказал, что на темперамент такого ребенка можно в значительной степени повлиять путём воспитания. Учить управлять своими чувствами, преодолевать свои страхи и т. д..

#### Эмоциональное образование
Гоулман считает, что социальное значение неадекватного эмоционального образования огромно. Это способствует появлению следующих проблем:
• Стрельба в школе.
• Преступность несовершеннолетних. Издевательства со стороны школьных хулиганов.
• Социальные аутсайдеры, неудача в школе и отсев из школы.
• Подростковая беременность и заболевания, передающиеся половым путем (например, СПИД) у подростков.
• Наркомания.
• Психические расстройства, особенно депрессия  и расстройства пищевого поведения.
Самоубийство среди подростков.
Хотя во всех случаях, также задействованы биологические, семейные, социальные и экономические факторы, вопрос о том, какие люди становятся жертвами риска, в конечном итоге зависит от устойчивости человека.
Гоулман обращает внимание, что  общество обычно принимает меры уже после свершившегося факта. В последней главе  своей книги  автор  призывает к предотвращению подобных негативных явлений, особенно он надеется на школу. К моменту публикации книги, во многих американских школах существовали модельные программы эмоционального воспитания. Их цель была повысить социальную и эмоциональную компетентность детей в рамках обычного образования.

## Об авторе
Дэниел Гоулман — известный американский психолог, научный журналист. Родился в городе Стоктон в Калифорнии в 1946 году. Сотрудничал с The New York Times, писал статьи по психологии и науках о мозге. Написал более 10 книг по психологии, образованию, науке и лидерству.
Получил мировую известность после выхода книги «Эмоциональный интеллект», которая продержалась в списке бестселлеров «Нью-Йорк таймс» более полутора лет.
Гоулман имеет множество наград, в том числе за достижения в сфере журналистики от Американской психологической ассоциации.  Был избран членом Американской ассоциации содействия развитию науки. Дважды номинировался на Пулитцеровскую премию.

## Публикация и общественная оценка
Книга была опубликована в начале сентября 1995 года нью-йоркским издательством Bantam Books, дочерней компанией издательской группы Random House, и в течение 18 месяцев находилась в списке бестселлеров New York Times. Она переведена на 40 языков, было продано более пяти миллионов экземпляров. Журнал TIME внёс её в список двадцати пяти самых влиятельных деловых книг. В Германии Стефана Сабин, обвинила Гоулмана в чрезмерной вере в воспитание. Журналист Рольф Деген (ФРГ) считал книгу, как и всю концепцию эмоционального интеллекта, просто ненаучной.